# 게타촌
게타촌(気多村)은 시즈오카현 슈치군에 속해있던 촌이다. 현재의 하마마쓰시 덴류구 동부에 해당한다.

## 역사
- 1889년 4월 1일 - 정촌제 시행에 의해 슈치군 게타촌이 성립하였다.
- 1957년 8월 1일 - 구 하루노정과 합병해, 새로운 하루노정이 성립하여, 동일 게타촌은 폐지되었다.
- 2005년 7월 1일 - 하루노정이 하마마쓰시에 편입되었다.
- 2007년 4월 1일 - 하마마츠시가 정령지정도시로 이행하여 구촌 지역이 덴류구가 되었다.

## 참고문헌
- 角川日本地名大辞典 22 静岡県